# Мікропсія
Мікропсія (від  μικρός  μικρός — малий + ὄψις — вид) — розлад зору, при якому розміри видимих хворим предметів виглядають менше, ніж насправді. Суб'єкт сприймає видимі об'єкти чи якісь їх фрагменти значно меншого розміру, ніж вони є насправді.

## Розлади, при яких проявляється мікропсія

### Офтальмологія
Мікропсія може спостерігатися при ураженні сітківки в області жовтої плями або при паралічі акомодації.

### Психіатрія та неврологія
Мікропсія за відсутності поразки очей у психіатрії розглядається як психосенсорний розлад. Може спостерігатися при епілепсії та психічних розладах, що протікають із затьмаренням свідомості, дереалізаційному синдромі.
Критичність до мікропсії може бути, так і не бути.

## Подібні явища
Бувають аналогічні порушення сприйняття предметів простору: макропсія, коли об'єкти сприймаються збільшеними, і метаморфопсії, коли об'єкти сприймаються спотвореними, дисмегалопсія - перекрученими навколо осі, поліопсія - об'єкти у збільшеному числі.